# David McDougal
Pour les articles homonymes, voir McDougall.
Le contre-amiral David Stockton McDougal (27 septembre 1809 – 7 août 1882) était un officier de l'US Navy.

## Biographie
Né dans l'Ohio, il est nommé aspirant (midshipman) le 1er avril 1828. Pendant trois décennies, il sert dans l'escadre de Méditerranée, celle des Antilles ainsi qu'à la Home Squadron (escadre métropolitaine) et enfin sur la flottille des Grands Lacs au Michigan. Il commande successivement l'USS Warren (1854-56), l'USS John Hancock (1856) et l'USS Wyoming (1862-64).
Avec ce dernier bâtiment, il croise en Extrême-Orient afin de protéger les navires marchands des pirates ou des corsaires confédérés et le 16 juillet 1863, il livre au Japon la bataille de Shimonoseki contre les forces navales du daimyo Mori Takachika, chef du clan Choshu et après une heure de combat, coule un bâtiment adverse en endommage deux autres et détruit des batteries d'artillerie côtières.
Le 23 décembre 1869, il prend le commandement de l'escadre du Pacifique Sud.
Il est retiré du service actif le 27 septembre 1871 et il est nommé contre-amiral le 24 août 1873.
Il meurt à San Francisco, en Californie, en 1882.
La marine américaine a donné son nom à deux de ses navires.

## Source
- (en) Cet article est partiellement ou en totalité issu de l’article de Wikipédia en anglais intitulé « David McDougal » (voir la liste des auteurs).